# Chris Broderick
Christopher Alan Broderick (Lakewood, Colorado, 6 de marzo de 1970) es un guitarrista estadounidense, conocido por haber sido el guitarrista de Megadeth, donde entró sustituyendo a Glen Drover el 13 de enero de 2008. Posteriormente abandonó Megadeth para fundar Act of Defiance con el baterista Shawn Drover también exmiembro de la banda. Anteriormente, había colaborado en álbumes de Nevermore y Jag Panzer. Actualmente es guitarrista de la banda sueca de death metal melódico In Flames.
En la actualidad reside en Sherman Oaks, Los Ángeles, California, Estados Unidos.

## Biografía

### Primeros años
Chris comenzó a tocar la guitarra a los 11 años estilos que iban desde la música clásica al rock y al jazz, llegando a practicar 11 horas al día durante las vacaciones escolares. También tiene formación en guitarra clásica.

### Jag Panzer (1997-2008)
En 1997, el guitarrista Joey Tafolla deja Jag Panzer por segunda y última vez, citando la falta de interés en tocar heavy metal. Para la banda, este fue un gran problema. El trabajo de Tafolla en la guitarra era complejo y técnico, por lo que ellos no sabían cuantos guitarristas lo podían comprender. Es entonces cuando Chris se puso en el redil de Jag Panzer y permaneció con ellos durante casi una década. Tocó en cuatro de los álbumes de la banda.

### Nevermore (2001-2003, 2006-2007)
Durante el período de 2000-2003 y parte de 2004 Chris estaba tomando parte en los espectáculos en vivo de la banda de heavy metal Nevermore. Después del lanzamiento del álbum This Godless Endeavor (2005), comenzó de nuevo de gira con ellos hasta 2007.

### Megadeth (2008-2014)
A finales de 2007, habían estado circulando rumores de que el actual guitarrista de Megadeth, Glen Drover había dejado la banda. Esto se confirmó con declaraciones de Glen y el líder de Megadeth, Dave Mustaine. El baterista de Megadeth, Shawn Drover, trajo a Chris como un posible reemplazo mostrándole a Dave Mustaine un video de Chris tocándo la guitarra clásica y la eléctrica. Dave, satisfecho por lo que vio, se las arregló para ponerse en contacto con Chris. Dos semanas más tarde, Broderick fue declarado oficialmente el nuevo guitarrista de Megadeth. Hizo su debut en vivo con la banda el 4 de febrero de 2008 en Finlandia. Manifestó en entrevistas que ya no será capaz de colaborar con Jag Panzer y Nevermore debido al tiempo que le requiere Megadeth. Dave Mustaine expresó que cuando se asoció con Broderick, le recordaba a cuando "Ozzy Osbourne se asoció con Randy Rhoads", también lo calificó como el mejor guitarrista que ha tenido Megadeth desde Marty Friedman. El 8 de marzo de 2009, David Ellefson comentó que, en su opinión, Chris es el mejor guitarrista que Megadeth ha tenido. Entre los miembros de la banda era el más joven.
El 25 de noviembre del 2014 anunció su salida definitiva de Megadeth alegando diferencias musicales en la banda.

### Act of Defiance (2015)
Casi a fines de 2014, Chris decide abandonar Megadeth alegando "diferencias musicales" y crea su propia banda "Act of Defiance" junto al exbaterista de Megadeth, Shawn Drover, el exlíder de Scar the Martyr, Henry Derek y el exguitarrista de Shadows Fall, Matt Bachand, quien en este proyecto se desempeña como bajista.

### In Flames (2020)
En 2020 pasa a ser miembro a tiempo completo de la banda de death metal melódico sueca In Flames, con la cual participó en el disco Foregone (2023).

## Equipo
Chris estaba asociado a Ibanez junto con amplificadores Engl y cuerdas Ernie Ball Slinky. Antes de usar guitarras Ibanez, utilizaba guitarras Schecter con pastillas Seymour Duncan. En el pasado también usó pastillas Bare Knuckle, en su mayoría de los modelos Coldsweat.
A pesar de su asociación con Engl, él y Dave utilizaron amplificadores Marshall JVM para grabar Endgame. Mustaine prefiere el sonido de los amplificadores Marshall en Megadeth, por lo que no permitiría a Broderick usar ENGL.
En enero de 2011, Chris Broderick dejó Ibanez y ahora está asociado a Jackson Guitars. Él toca una Jackson Custom Shop Archtop Soloist producida de acuerdo a sus demandas personales, con 24 trastes, 12" de radio, pastillas custom DiMarzio (llamadas The Fundamentals) y está disponible en una configuración de 6 a 7 cuerdas.
Chris utiliza púas Dunlop Tortex Sharp de 1.35mm. Además, usa un pick holder que mantiene la púa en su pulgar y que fue patentado por él con la idea de producirlo al por menor, según dijo en su lección Chaos Theory, para Guitar World, en junio de 2010.

## Discografía

### Álbumes con Megadeth
| Año  | Título         | Discográfica          |
| 2009 | Endgame        | Roadrunner Records    |
| 2011 | TH1RT3EN       | Roadrunner Records    |
| 2013 | Super Collider | Universal Music Group |

### Álbumes Con Nevermore
| Año  | Título                  |
| 2008 | The Year of the Voyager |

### Álbumes Con Act Of Defiance
| Año  | Título                |
| 2015 | Birth and the burial  |
| 2017 | Old Scars, New Wounds |

### Álbumes con In Flames
| Año  | Título   | Discográfica  |
| 2023 | Foregone | Nuclear Blast |